# Gigliola Cinquetti
Gigliola Cinquetti (Verona, 20 de dezembro de 1947) é uma cantora, atriz, jornalista e apresentadora italiana.

## Biografia e carreira
Gigliola nasceu em uma família abastada de Verona. Formou-se no Liceu Artístico de Verona e começou a cantar ainda jovem.
Estreou aos 15 anos, em 1963, vencendo o Festival de Castrocaro com a canção "Le strade di notte", de Giorgio Gaber. No ano seguinte, venceu o Festival de Sanremo de 1964 com a canção Non ho l'età (per amarti), de Nicola Salerno e letra de Mário Panzeri. Dois meses depois, venceu, com a mesma canção, o Festival Eurovisão da Canção, em Copenhague. Das doze edições de Sanremo das quais participou, Gigliola arrematou duas. A segunda foi, em 1966, interpretando "Dio, come ti amo!", de Domenico Modugno, cujo sucesso levou à produção do filme homônimo, protagonizado pela própria Gigliola.
Em 1973, ganhou o concurso do programa Canzonissima com a canção "Alle porte del sole" — que, reeditada dois anos depois pelo cantor ítalo-americano Al Martino, chegou à 17ª posição no Billboard.
En 1974, obteve o segundo lugar no Festival Eurovisão para a canção "Sì" (perdendo para "Waterloo", do grupo sueco ABBA). A versão inglesa dessa canção chegou ao 7º lugar de vendas na Inglaterra. Essa música levou a RAI a adiar a transmissão da Eurovisão para depois de 12 de maio de 1974, dia do referendo que decidiria revogar (ou não) a Lei do Divórcio. Acreditava-se que a letra — que repetia várias vezes o refrão Sì, sì, sì ("sim") — poderia influenciar o voto dos italianos na opção "sim".
Depois disso, Gigliola se casou com o jornalista Luciano Teodori, ficando vários anos afastada da mídia para se dedicar à família. Voltou em 1981, dessa vez como jornalista, no programa Linea verde, de Frederick Fazzuoli, além de escrever uma coluna semanal para um jornal. Em 1982, apresentou, com Enzo Tortora, o programa Portobello, cantando e dançando o twist. Passou a colaborar com diversos jornais. Em 1996, apresentou um programa de verão em cinco episódios, intitulado Donne - Viaggio nella storia delle donne italiane, veiculado pela RAI International. Em 1991, conduziu um talk show na televisão de Montecarlo. No mesmo ano apresentou a edição do "Euro Festival".
Além da música, Gigliola sempre gostou de pintura e arte. Algumas capas de seus singles como: La Bohème e Mistero, foram elaboradas por ela. Em 1973, ilustrou o livro infantil O pescatelle, de Umbertino di Caprio; Em 1976, foi a vez de Inchistrino, do mesmo autor.
A última participação de Gigliola Festival de Sanremo foi em 1995.  Três anos antes, lançou seu último álbum de estúdio — La Poèsie d'une Femme —, que a levou a apresentar-se na televisão francesa.
Desde os anos 1990, trabalha na televisão pública italiana RAI. Em 2008, recebeu o Premio Giulietta alla Donna, em homenagem a sua carreira.

## Filmografia
| Ano  | Título                               | Papel                 | Notas                                              |
| ---- | ------------------------------------ | --------------------- | -------------------------------------------------- |
| 1964 | Canzoni, bulli e pupe                | Angela                |                                                    |
| 1965 | Questi pazzi, pazzi italiani         | cantora               |                                                    |
| 1966 | Testa di rapa                        | Angelina              |                                                    |
| 1966 | Dio, come ti amo!                    | Gigliola Di Francesco |                                                    |
| 1968 | Addio giovinezza!                    |                       | filme para TV                                      |
| 1968 | Le mie prigioni                      | Zanze                 | minissérie de TV, Episódio 2                       |
| 1968 | Il professor Matusa e i suoi hippies |                       |                                                    |
| 1972 | Il bivio                             | Lalla                 | minissérie de TV em 2 Episódios                    |
| 1976 | Rendezvous mit Caterina Valente      |                       | minissérie de TV, Episódio 4                       |
| 1999 | Commesse                             | Clara Massim          | série de TV, Episódios 1 e 2 da Primeira Temporada |
| 2001 | I cavalieri che fecero l'impresa     | Madre superiora       |                                                    |

## Discografia Selecionada

### Álbuns Italianos
- 1964 - Gigliola Cinquetti - CGD
- 1967 - La rosa nera - CGD
- 1967 - Gigliola per i più piccini - CGD
- 1968 - Gigliola Cinquetti e il trio Los Panchos in Messico - (distribuição italiana do álbum "Gigliola Cinquetti y Los Panchos") CBS/CGD
- 1969 - Il treno dell'amore - CGD
- 1971 - Cantando con gli amici - CGD
- 1971 - ...e io le canto così - (impresso com diferentes capas e mesmo número de catálogo)  CGD
- 1972 - Su e giù per le montagne - CGD
- 1973 - Stasera ballo liscio - CGD
- 1974 - Gigliola Cinquetti -  Bonjour Paris - CGD
- 1975 - Gigliola e la banda - CGD
- 1978 - Pensieri di donna - CGD
- 1982 - Il Portoballo - CGD
- 1989 - E Inoltre Ciao - Warner
- 1991 - Tuttintorno - (impressa duas vezes com artes diferente e, em 1997, sob o título Prima del temporale, com a ordem de faixas e título diferente) - Dischi Ricordi / SPA
- 1995 - Giovane vecchio cuore - (impresso três vezes com artes diferentes) Universal/ Mercury
- 2016 - 20.12 - Duemme Music

### Álbuns Internacionais
- 1967- Dio, come ti amo - (publicado no Brasil) RGE/CGD
- 1968 - Gigliola Cinquetti Y Los Panchos - (publicado no México)  CBS
- 1969 - Gigliola Cinquetti - (publicado na Romênia)
- 1969 - L'orage - ( publicado na França) Festival
- 1972 - Fidellement Votre (publicado na França) CBS
- 1973 - Recital In Japan - (publicado no Japão) Seven Seas/CGD
- 1974 - A Las Puertas Del Cielo - (publicado na Espanha) CBS
- 1974 - Bonjour Paris - (publicado na França, Japão, Korea,{ *Argentina e *Uruguai}: *Sem a música: Que C'est Triste Venise) - CBS/ Seven Seas.
- 1974 - Un Clown Sur une Eglise ( publicado na França.) - CBS
- 1974 - Grandes Succes ( publicado na França, LP Duplo). -CBS
- 1974 - Auf Der Strasse Der Sonne - (publicado na Holanda) - CBS
- 1974 - Go (Before You Break My Heart) - (publicado na Grã-Bretanha e Holanda). CBS
- Álbuns lançados no Brasil
- 1964 - Gigliola Cinquetti. RGE/CGD
- 1967 - Dio Come Ti Amo.  RGE/CGD
- 1968 - Gigliola Cinquetti e Trio  Los Panchos.  EPIC / CBS
- 1968 - Os Grandes sucessos de Gigliola Cinquetti.  EPIC/CBS
- 1969 - Gigliola Cinquetti.  EPIC/CBS
- 1972 - Gigliola Cinquetti.  EPIC/CBS
- 1974 - 1o Prêmio Canzonissima 1974.  EPIC/CBS
- 1977 - Os Grandes sucessos de Gigliola Cinquetti Vol 2.  EPIC/CBS
- 1978 - Gigliola Cinquetti - Pensieri Di Donna.  EPIC/CBS
- 1983 - Os Grandes Sucessos de Gigliola Cinquetti.  RGE/CGD
- 1990 - Gigliola Cinquetti E Ornella Vanoni. CGD/Warner